# 清

大清
大淸
ᡩᠠᡳ᠌ᠴᡳᠩ
ᡤᡠᡵᡠᠨ

国歌: 鞏金甌
（1911年 - 1912年）

1760年時点での清の領域。黄緑色は実効支配が及んでいない地域

清（しん）、または清国（しんこく）は、1636年に満洲に建国され、漢民族を征圧し1644年から1912年まで中国本土とモンゴル高原を支配した最後の統一王朝である。首都は盛京（瀋陽）、後に順天府（北京）に置かれた。満洲人のアイシンギョロ氏（満洲語:  ᠠᡳ᠌ᠰᡳ᠍ᠨ
ᡤᡳᠣᡵᠣ, 転写:aisin gioro, 愛新覚羅氏）が建てた征服王朝で、満洲語でᡩᠠᡳ᠌ᠴᡳᠩ
ᡤᡠᡵᡠᠨ（ラテン文字転写：daicing gurun、カタカナ転写：ダイチン・グルン、漢語訳：大清国）といい、中国語では大清（拼音: Dàqīng、カタカナ転写：ダァチン）と号した。清朝、満清、清王朝、大清国、大清帝国ともいう。

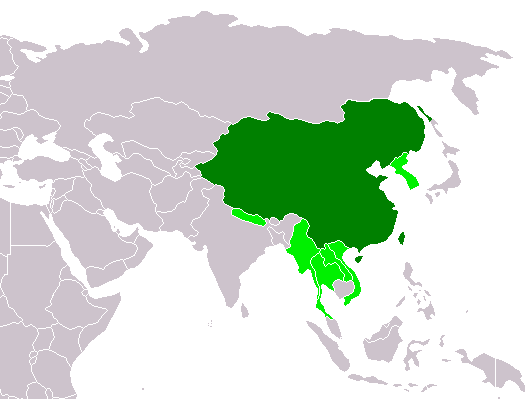
清の影響圏

1917年に張勲が清の最後の皇帝、溥儀を皇帝に立てて清国を復古させたが失敗した（張勲復辟）。

## 国号とその読み方
「清」という漢字で国号を選んだ理由：
1. 漢人の宋が女真の金によって南方に追われたことがあったため、明に「後金」という国号を警戒されることを恐れて、金と同音異字の「清」としたという説。
2. 五行説にもとづくという説。明が「火徳」であることから、それにかわる「水徳」を表す「氵」と、『周礼』で東を象徴する色とされる「青」を組み合わせ、中原進出の意味を込めたというもの[注釈 2]。
3. 「大清」という国号はモンゴル語「daicin」からの転写である。大＋清という国名ではない。「daicin」という言葉は「戦士」を意味していたので、「大清国」は「戦士の国」とする説がある。

なお、日本語での発音「しん」が、今の北京官話発音の「ちん」と異なることは長崎や明の遺民を通じて伝えられていたものの、そのことは知識人らの残した文書などに見られる程度である。ラテン文字転写としてウェード式では清を「Ch'ing」と綴る。1958年のピンイン制定後は「Qing」と綴る。清末に締結された条約の欧文では、直接に中国の意味の「China」という国号が用いられていることが多い。

## 歴史

### 清の勃興

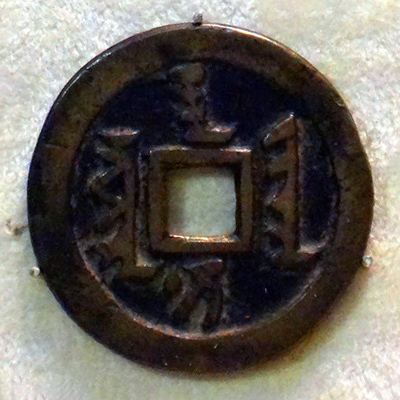
スレ・ハンの銭。表左「sūre（聡明なる）」、上「han（王/ハン）」、下「ni（の）」、 右「jiha（銭）」とある。清朝初期の無圏点満洲文字で記されている。「天聡汗銭」あるいは「天聡通宝」と通称される。

17世紀初頭に明の冊封下で、満洲に住む女直（jušen、以下「女真」）の統一を進めたヌルハチ（満洲語: ᠨᡠᡵᡤᠠᠴᡳ、転写: nurgaci、努爾哈赤、太祖）が、1616年に建国した後金国（amaga aisin gurun）が清の前身である。当時はすでに金代の女真文字は廃れ、独自の文字を持たないため最初に作った「建国の詔」はモンゴル語で作成されたが、この後金国の建国と前後して、ヌルハチは満洲文字（無圏点文字）を制定し、八旗制を創始するなど、女真人が発展するための基礎を築いていた。1619年、ヌルハチがサルフの戦いで明軍を破ると、後金国の勢力圏は遼河の東方全域におよぶに至った。その子のホンタイジ（hong taiji、皇太極、太宗）は山海関以北の明の領土と南モンゴルを征服し、1636年に女真人、モンゴル人、漢人の代表が瀋陽に集まり大会議を開き、そこで元の末裔で大元皇帝位を継承していたモンゴルのリンダン・ハーンの遺子のエジェイから元の玉璽「制誥之宝」（本来は大官任命の文書に押される印璽である上、後に作られた偽物である可能性が高い）と護法尊マハーカーラ像を譲られ、大ハーンを継承し皇帝として即位するとともに、国号を大清に改め、女真の民族名を満洲（manju）に改めた。

### 清による中国支配

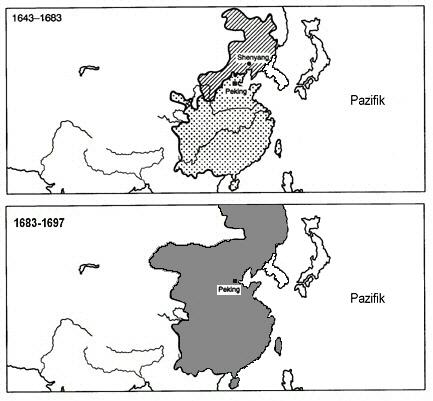
康熙帝の時代の領土拡張

順治帝のとき、中国では李自成の乱によって順天府（北京）が攻略されて明が滅んだ。清は明の遺臣で山海関の守将であった呉三桂の要請に応じ、万里の長城を越えて李自成を破った。こうして1644年に清は首都を北京（満洲語：beging、gemun hecen＝京城）に遷し、中国支配を開始した（「清の入関」）。しかし、中国南部には明の残党勢力（南明）が興り、特に鄭成功は台湾に拠って頑強な抵抗を繰り広げた。清は、ドルゴン（dorgon、ヌルハチの子）およびのちに成長した順治帝によって、中国南部を平定し明の制度を取り入れて国制を整備した。
少数派の異民族である満洲人の支配を、中国文明圏で圧倒的大多数を占める漢人が比較的容易に受け入れた背景には、清が武力によって明の皇室に取って代わったとの姿勢をとらず、明を滅ぼした李自成を逆賊として討伐したという大義名分を得たことがあげられる。また、自殺に追いやられた崇禎帝の陵墓を整備し、科挙などの明の制度を存続させるなど、あくまで明の衣鉢を継ぐ正当（正統）な中華帝国であることを前面に出していたことも考えられる。

### 清の最盛期

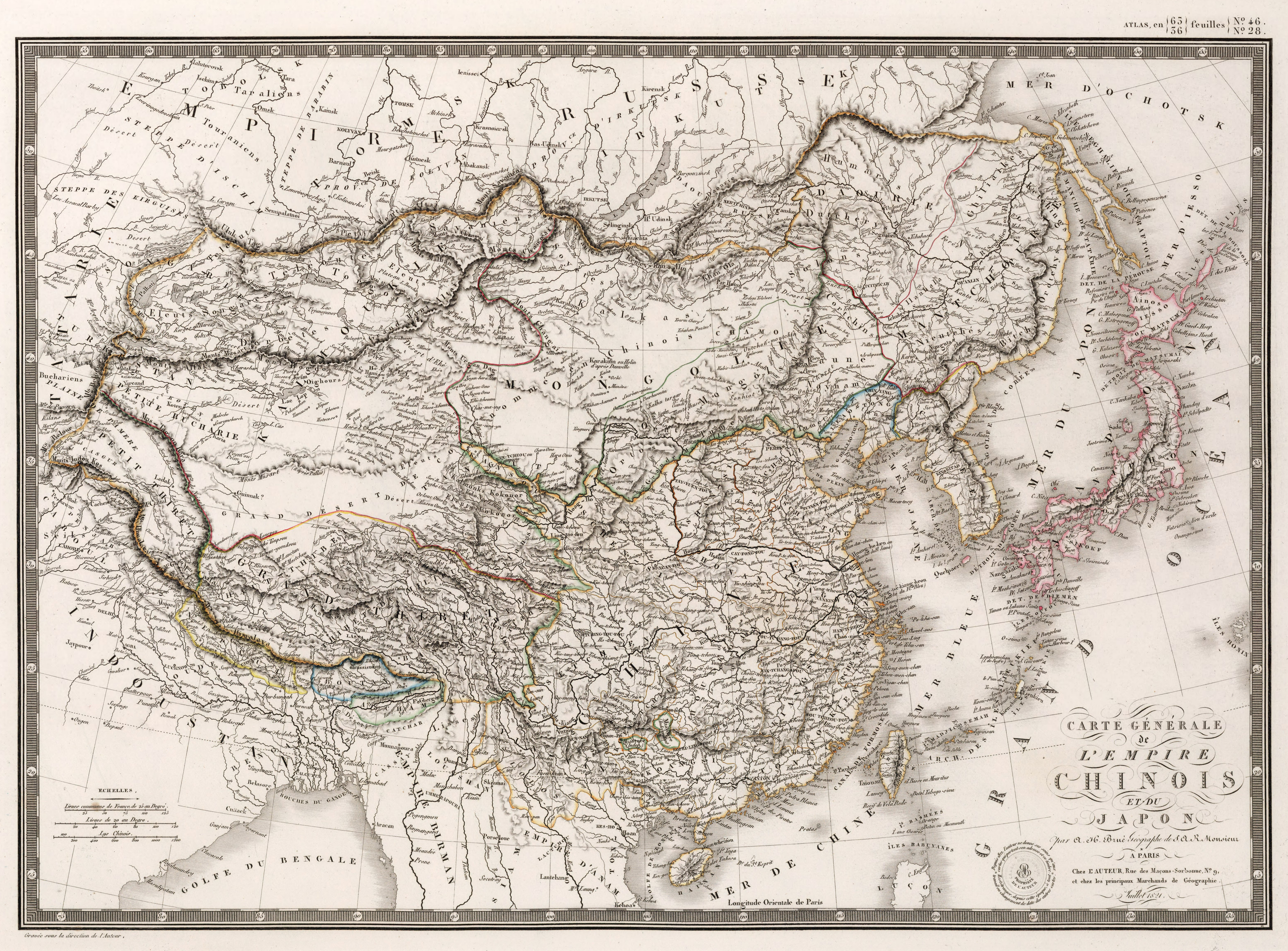
清の最大領域約1340万平方キロメートル(1790年)

順治帝に続く、康熙帝・雍正帝・乾隆帝の3代に清は最盛期を迎えた。
康熙帝は、即位後に起こった三藩の乱を鎮圧し、鄭氏の降伏を受け入れて台湾を併合し福建省に編入、清の中国支配を最終的に確立させた。対外的には清露国境紛争に勝利してロシアとネルチンスク条約を結んで東北部の国境を確定させ、北モンゴルを服属させ、チベットを保護下に入れた。
また、このころ東トルキスタンを根拠地としてオイラト系のジュンガル（準噶爾）部が勃興していたが、康熙帝は北モンゴルに侵入したジュンガル部のガルダンを破った。のち乾隆帝はジュンガル部を滅ぼし、バルハシ湖にまでおよぶ領域を支配下に置き、この地を新疆（ice jecen イチェ・ジェチェン）と名付けた（清・ジュンガル戦争）。
これによって黒竜江から新疆、チベットにおよぶ現代の中国の領土がほぼ確定した。
こうして、少数の満洲人が圧倒的に多い漢人を始めとする多民族と広大な領土を支配することとなった清は、一人の君主が複数の政治的共同体を統治する同君連合となり、中華を支配した王朝の中でも特有の制度を築いた。
省と呼ばれた旧明領は皇帝直轄領として明の制度が維持され、藩部と呼ばれた南北モンゴル・チベット・東トルキスタンではそれぞれモンゴル王侯、ダライ・ラマが長であるガンデンポタン、ベグといった土着の支配者が取り立てられて間接統治が敷かれ、理藩院に管轄された。満洲人は八旗に編成され、軍事力を担った。また、皇帝が行幸で直轄する地域を訪れる際には漢人の支配者として、藩部の支配地域に行く際にはゲルに寝泊りしてモンゴル服を着用するなど、ハーンとして振舞うことで関係を維持した。重要な官職には満洲人と同数の漢人が採用されてバランスを取った。雍正帝の時代には皇帝直属の最高諮問機関軍機処が置かれ、皇帝独裁の完成をみた。
清が繁栄を極めたこの時代には文化事業も盛んで、特に康熙帝の康熙字典、雍正帝の古今図書集成、乾隆帝の四庫全書の編纂は名高い。一方で満洲人の髪型である辮髪を漢人にも強制し（ただしモンゴルは元々辮髪の風習を持ち、新疆では逆に禁止している）、文字の獄や禁書の制定を繰り返して異民族支配に反抗する人々を徹底的に弾圧する一方、科挙の存続等の様々な懐柔政策を行っている。
しかし、乾隆帝の60年におよぶ治世が終わりに近づくと、乾隆帝の奢侈と十度におよぶ大遠征の結果残された財政赤字が拡大し、官僚の腐敗も進んで清の繁栄にも陰りが見え始めた。乾隆帝、嘉慶帝の二帝に仕えた軍機大臣のヘシェン（hešen、和珅）は、清朝で最も堕落した官僚の一人で、ヘシェンによる厳しい取り立てに住民が蜂起した白蓮教徒の乱が起こったが、乾隆帝の崩御後、親政を行おうとする嘉慶帝により自殺に追い込まれた（賜死）。このとき鎮圧に動員された郷勇と呼ばれる義勇兵と団練と呼ばれる自衛武装集団が、太平天国の乱で湘軍に組織化されて曽国藩・李鴻章・左宗棠のもとで軍閥化していくと共に、不満を持つ将兵は哥老会などに流れて三合会などと辛亥革命を支える組織になっていった。

### 西欧列強の進出と内乱

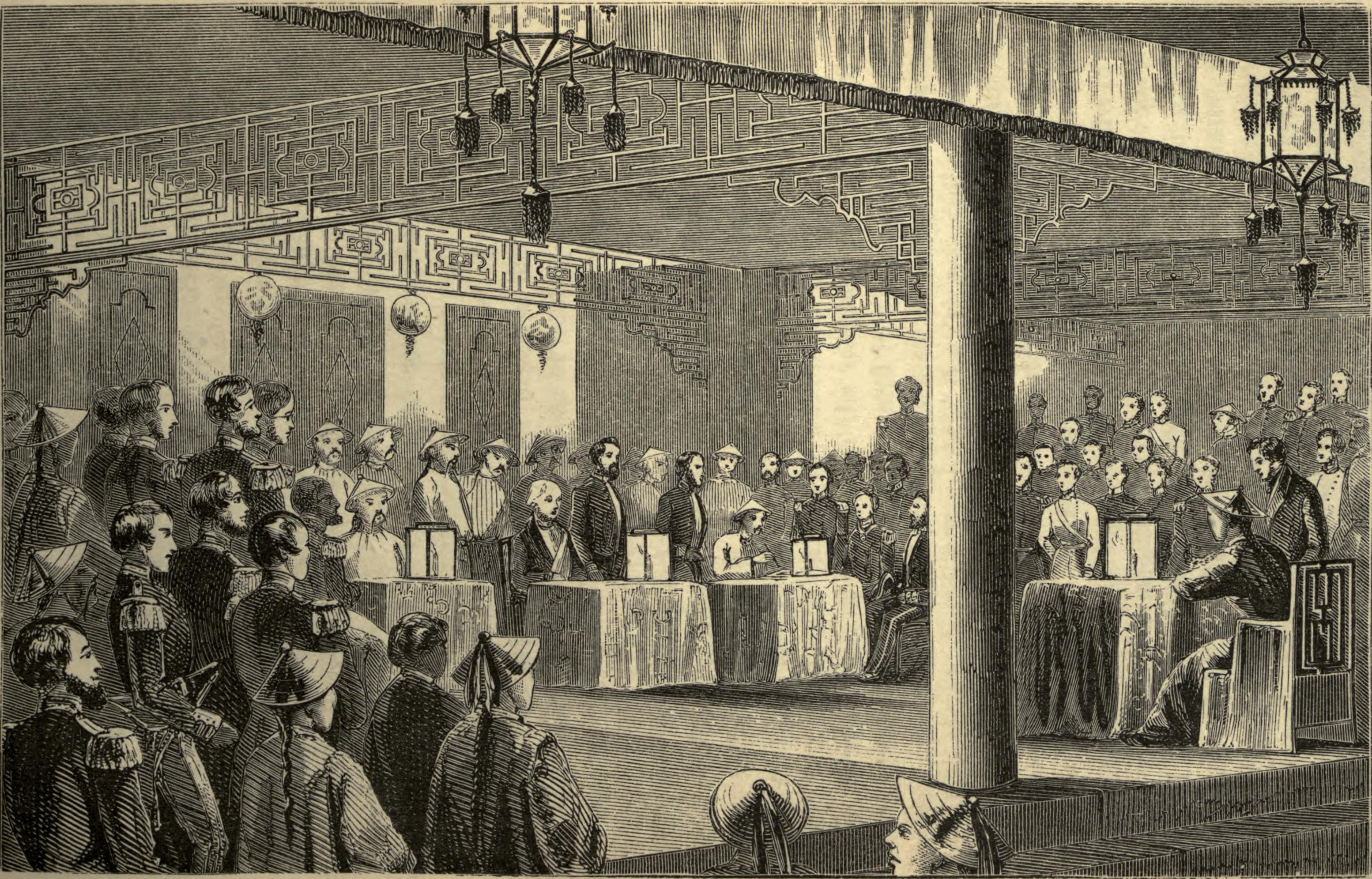
天津条約の調印の様子

19世紀には、清の支配が衰え、繁栄が翳った。清朝は、大規模な社会動乱、経済停滞、食糧の供給を逼迫させる人口の爆発的増加などに苦しんでいた。これらの理由に関しては様々な説明がなされるが、基本的な見解は、清は、この世紀の間ずっと、従来の官僚組織、経済システムでは対処しきれない人口問題と自然災害に直面したということである。
19世紀の中国にとっての主要な問題の一つはどのようにして外国と付き合うかということであった。伝統的に、中国は東アジアにおいて覇権を握っており、中華思想に基づいて、歴代王朝の皇帝が『天下』を支配し、冊封体制の下で東アジアの国際秩序を維持するものと考えていた。しかし、18世紀後半になると、西欧諸国が産業革命と海運業によりアジアに進出していった。イギリス商人は18世紀末に西欧の対清貿易競争に勝ち残って、開港地広州で茶貿易を推進した。また、アメリカも独立戦争後の1784年にアメリカの商船エンプレス・オブ・チャイナ号が広州で米清貿易を開始した。米清貿易により清は金属・オタネニンジン・毛皮を、米国は茶・綿・絹・漆器・陶磁器・家具を得た。
1793年、イギリスは広州一港に限られていた貿易の拡大を交渉するため、ジョージ3世が乾隆帝80歳を祝う使節団としてジョージ・マカートニーを派遣した。使節団は工業製品や芸術品を皇帝に献上したが、商品価値を持つイギリスの製品は無く、ジョージ3世は自由に皇帝に敬意を表してよいという返答を得たのみであった。こうして対清輸出拡大を望むイギリスの試みは失敗に終わった。
この清の対応の結果、イギリスと清の貿易では、清の商人は銀での支払いのみを認めることとなった。当時のイギリスは、茶、陶磁器、絹を清から大量に輸入していたが、清に輸出する商品を欠いており、毎年大幅な貿易赤字となっていた。これに対し、イギリスはアメリカ独立戦争の戦費調達や産業革命の資本蓄積のため、銀の国外流出を抑制する必要があり、インドの植民地で栽培した麻薬アヘンを清に輸出することで三角貿易を成立させた。清は1796年にアヘンの輸入を禁止したが、アヘン密貿易は年々拡大し、アヘンの蔓延は清朝政府にとって無視できないほどになった。また、17世紀以降の国内の人口の爆発的増加に伴い、民度が低下し、自暴自棄の下層民が増加したこともアヘンの蔓延を助長させた。このため、1839年林則徐を欽差大臣に任命してアヘン密貿易の取り締まりを強化した。
林則徐は広州でイギリス商人からアヘンを没収して処分する施策を執ったが、アヘン密輸によって莫大な利益を得ていたイギリスは、この機会に武力でアヘン密輸の維持と沿岸都市での治外法権獲得を策して、翌1840年清国沿岸に侵攻しアヘン戦争を始めた。強力な近代兵器を持つイギリス軍に対し、林則徐ら阿片厳禁派とムジャンガら阿片弛緩論派との間で国論が二分されて十分な戦力を整えられなかった清軍が敗北し、1842年イギリスと不平等な南京条約（およびそれに付随する虎門寨追加条約、五口通商章程）を締結した。主な内容は、香港島の割譲や上海ら5港の開港、領事裁判権の承認、関税自主権の喪失、清がイギリス以外の国と締結した条約の内容がイギリスに結んだ条約の内容よりも有利ならば、イギリスに対してもその内容を与えることとする片務的最恵国待遇の承認であった（その後、1844年にフランスと黄埔条約を、アメリカと望厦条約を締結した）。
アヘンの対清密輸が伸び悩んだので、イギリスは1856年清の官憲が自称イギリス船アロー号の水夫を逮捕したのを口実として、1857年、第二次アヘン戦争（アロー戦争）を起こした。イギリスは、宣教師が逮捕に遭ったことを口実として出兵したフランスと共に、広州・天津を制圧し、1858年にアヘンの輸入公認・公使の北京駐在・キリスト教布教の承認・内地河川の航行の承認・賠償、さらに「夷」字不使用などを認めさせる天津条約を締結した。条約の批准が拒否されると北京を占領し、批准のみならず天津ら11港の開港・イギリスに対する九龍半島南部の割譲を清に認めさせる北京条約を結んだ（1860年）。これによりアヘン以外の商品の市場流入も進んだが、アヘンを除けば貿易赤字が続いた。また、このときロシアにより、まずアイグン条約（1858年）で黒竜江将軍管轄区と吉林将軍管轄区のうちアムール川左岸を、さらに北京条約（1860年）で吉林将軍管轄区のうちウスリー川右岸を割譲させられ、ロシアはそこをアムール州、沿海州として編入し、プリアムール総督府を設置した（外満洲）。これは現在の中露国境線を形作るものである。なお新疆についても1864年タルバガタイ条約が結ばれイシク・クル、ザイサン湖以西を失った。
同時期には、国内でも洪秀全率いるキリシタン集団・太平天国による太平天国の乱（1851年 - 1864年）、捻軍の反乱（1853年 - 1868年）、ムスリム（回民）によるパンゼーの乱（1856年 - 1873年）や 回民蜂起（1862年 - 1877年）、ミャオ族による咸同起義などが起こり、清朝の支配は危機に瀕した。ムジャンガ（穆彰阿）の「穆党」の中から曽国藩が頭角を現し、李鴻章や左宗棠と湘軍を率いて鎮圧にあたった。1861年、同治帝が即位するとムジャンガは失脚し、皇母西太后による垂簾聴政下で曽国藩・李鴻章ら太平天国の鎮圧に活躍した「穆党」の漢人官僚が力を得て北洋艦隊などの軍閥を形成していった。また、政治・行政面では積弊を露呈していた清朝の旧体制を放置したまま、先ずは産業技術に於いて西欧の技術を導入する洋務運動を開始した。

### 半植民地化・滅亡
北西部の新疆（現在の新疆ウイグル自治区）では、ヤクブ・ベクが清朝領内に自治権を持つ領主を蜂起させ新疆へ侵攻、同地を占領した（ヤクブ・ベクの乱）。ロシアも1871年、新疆に派兵しイリ地方を占領した。漢人官僚の陝甘総督左宗棠により、ヤクブ・ベクの乱は鎮圧され、最終的に曽国藩の息子である曽紀沢の手によって、1881年にはロシアとの間で不平等条約のイリ条約を締結した。イリ界約に基づき、イリ地方のうちコルガス川以西はロシアが併合しセミレーチエ州に編入した。カシュガル条約でパミール高原より西をロシアに割譲し（外西北）、現在の中国と中央アジア諸国との国境線が形成されていった。これに対し、清は1884年新疆省を設置すると伴に旗人のイリ将軍らの施政権を削り、陝甘総督甘粛新疆巡撫が軍事行政を管轄することとなり内地化された。ロシアは1892年にパミール高原に侵攻しサリコル山以西を条約無しで併合している。
1854年、冊封国暹羅（シャム）が朝貢を廃止すると共に不平等条約のボウリング条約を結んだ。1872年、日本の琉球処分により清と薩摩藩の両者に朝貢していた琉球は、日本に合併された。1884年、インドシナ半島の植民地化を進めるフランスに対抗し、対越南（ベトナム）宗主権を維持しようとして清仏戦争（ - 1885年）が起きたが、清仏天津条約によって冊封国越南はフランスの植民地となった。1886年、緬甸（ビルマ）は3度目のイギリス軍の侵略を被り滅亡した。清への臣従を拒む勢力が擡頭した朝鮮に対しては、宗主国としての内政権を揮い壬午事変（1882年）、甲申政変（1884年）を鎮圧したが、1894年に日本が起こした甲午改革では、鎮圧を企図したものの日清戦争（ - 1895年）で敗北し、下関条約によって遼東半島および福建台湾省の割譲と朝鮮が自主国であることを承認させられ、建国以来維持していた李氏朝鮮に対する広範な支配権も失った（ただし朝鮮・大韓帝国における清領租界は日韓併合後も清国が確保している）。
「眠れる獅子」と言われた清が日本にあえなく敗北する様子を見た欧州列強は、日本が課した巨額の賠償金支払債務に目をつけた。まずフランス共和国、ドイツ帝国、ロシア帝国はいわゆる「三国干渉」を通じて日本に遼東半島返還を迫るとともに代償として賠償金の大幅な増額を薦めた。このことによる清の財政悪化に乗じて欧州列強諸国が対日賠償金への借款供与を申し出て見返りとして租借地などの権益の縄張りを認めさせていったのが、1896年から1899年にかけての勢力分割（いわゆる「瓜分」）であった。満洲からモンゴルをロシア、長江流域をイギリス、山東省をドイツ、広東省・広西省をフランスが勢力圏とした。同じく、イギリスは九龍半島（香港総督管轄）と威海衛、フランスが広州湾、ドイツが青島（膠州湾租借地）、ロシアが旅順と大連（ダーリニー）（関東州、極東総督管轄）を租借地として、それぞれ海軍基地を築いて東アジアの拠点とした。しかもロシアは賄賂をもちい露清密約で東清鉄道附属地を手に入れた。アメリカは南北戦争による国内の混乱から出遅れたため、清国の市場は全ての国に平等に開かれるべきだとして、門戸開放宣言を発しつつ国際共同租界設置に参加した。
李鴻章と左宗棠の海防・塞防論争を契機として、技術面だけの洋務運動に限界が見えてくると、政治面についても議論が活発になり、康有為・梁啓超ら若い知識人が、清も立憲君主制をとり国政の本格的な近代化を目指す変法自強運動を唱え始めた。彼ら変法派は光緒帝と結んで1898年一時的に政権を奪取した（戊戌の変法）が、西太后率いる保守派のクーデターに遭って失脚・幽閉された（戊戌の政変）。その後、西太后は愛新覚羅溥儁（保慶帝）を皇帝として擁立するも、保慶帝の父が義和団の指導者であるため強い反発を受け、3日で廃された。
1899年、外国軍の侵略や治外法権を持ち横暴の目立つキリスト教会・教徒の排撃を掲げる義和団が蜂起し、「扶清滅洋」をスローガンに掲げて外国人を攻撃したが、次第に略奪を行う暴徒と化した。翌1900年に西太后はこれに乗せられて列強に宣戦布告したが、八カ国連合軍に北京を占領され、外国軍隊の北京駐留を認める北京議定書を結ばされ清の半植民地化は更に進んだ。
その後、西太后の死亡によって清朝政府は漸く近代化改革に踏み切り、1905年に科挙を廃止、六部を解体再編し、1908年欽定憲法大綱を公布して憲法発布・議院開設を約束し、1911年5月には軍機処を廃止して内閣を置いた。しかし、慶親王内閣が「皇族内閣」と批判されて、清朝は求心力を取り戻せず、漢人の孫文らの革命勢力が中国などにおいて次第に清朝打倒運動を広げた。10月、漢人による武昌での武装蜂起をきっかけに辛亥革命が起こった。モンゴルにおいても、12月に外藩蒙古の中から独立運動がおこった（モンゴル国）。ここに清は完全な内部崩壊を迎えた（但し満洲とチベットでは蜂起が起こっていない）。
翌1912年1月1日、南京で中華民国臨時政府が樹立された。清朝最後の皇帝宣統帝（溥儀）は2月12日、正式に退位し、ここに清は276年の歴史に幕を閉じ、完全に滅亡した。

## 政治

### 清の皇帝

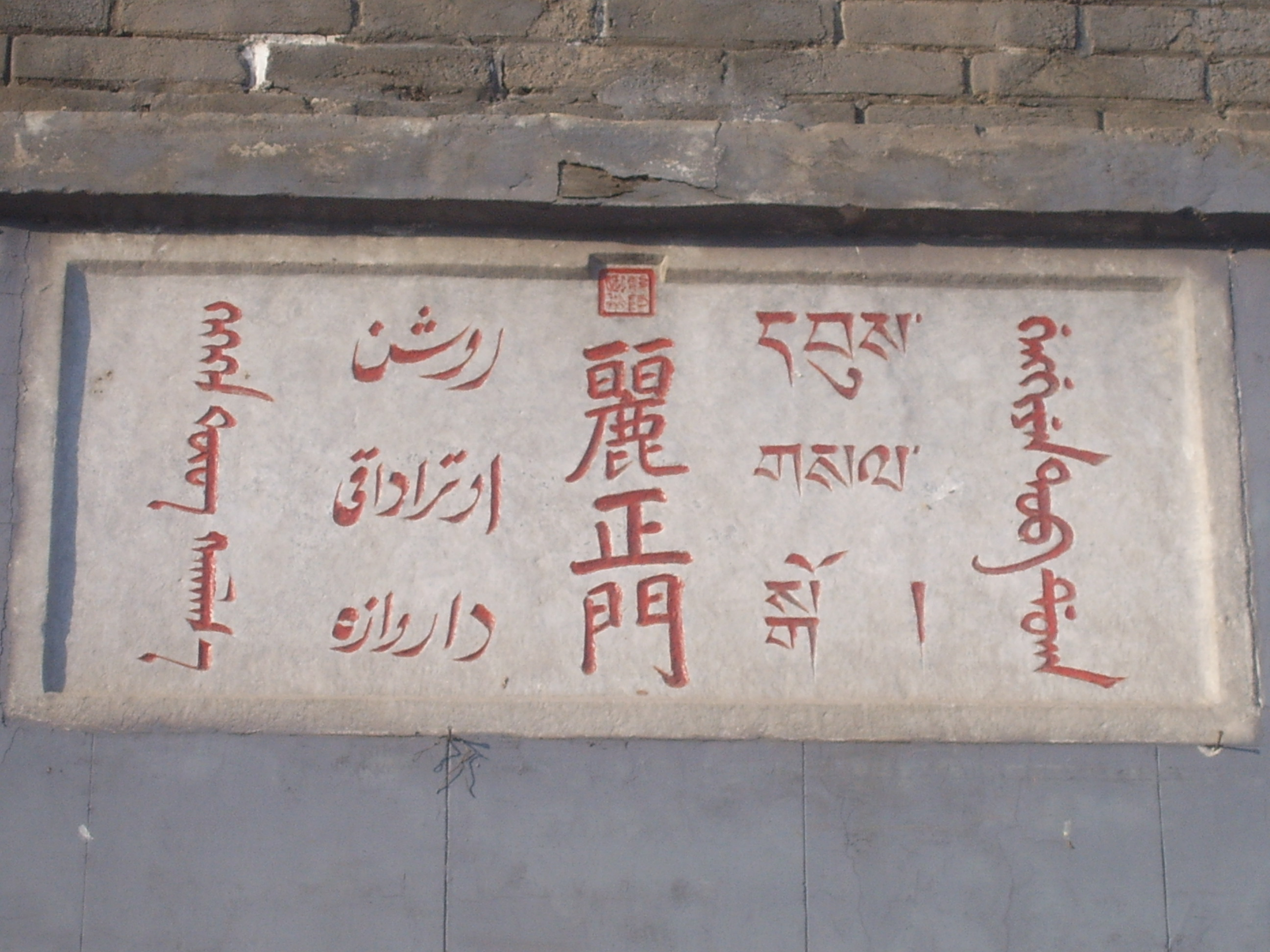
避暑山荘にある麗正門。門上に掛かる額には清で使われた五つの文字が書かれ、清の皇帝支配下の五つの民族を表す。左からモンゴル文字、アラビア文字表記のウイグル語、漢文、チベット文字、満洲文字。これらを合わせて五体という。

清王朝というのは満洲・モンゴル・旧明領・チベット・東トルキスタンこの五つの地域を束ねる同君連合の国家である。
清の皇帝は満洲人にとっては満洲人全員を率い、自らも上三旗の旗王である八旗の盟主ハン、漢民族にとっては天命を受け継いだ明王朝に代わる儒教天子、モンゴル人にとってはチンギス・ハーンを継承するモンゴル諸部族の大ハーン、チベット人にとってはチベット仏教の最高施主であり文殊菩薩の化身、東トルキスタンのウィグル人にとっては異教徒ながらイスラムの保護者である。清国は儒教も、仏教も、イスラム教も単独で絶対視せず、支配地域それぞれの世界観に基づく王権像と秩序論を踏まえていた。
こうして清国の支配者は共通する価値を拾い上げしながら、しかも個別の世界観とは一定程度の距離を置いて統治し、それぞれの文化圏の接触を厳しく制限した。特に理藩部が管轄していた外蒙古では清朝皇帝にハルハ王家が皇帝位を譲渡し、清の皇帝から爵位を授けられるという形でハルハ王家を始めとするモンゴル人貴族によって統治されていた。また清国はいわゆる暗愚な皇帝が少なかった。これは元々満洲人には生前に後継者を指名する習慣や長子継承の習慣は無く、部族長会議で最も優れた人物を部族長（ベイレ・アンバン）や部族長のまとめ役であるハンとしていたこと、政権は一族の共有財産という考えであったため皇帝による完全独裁ではなく、かつ皇帝に対する教育も徹底して行われていたこと、雍正帝によって定められた太子密建により皇子たちが皇太子に指名されるように常に努力することと、臣下の派閥争いを未然に防ぐことができ、皇太子を秘密裏にすら決めない場合につきまとった「皇帝が後継者を決めないまま急死した場合や皇帝が老齢で先が長くないと見られた場合に後継者争いが頻発する」という弊害も避けることが出来たことが理由にある。
康熙帝が皇二子である胤礽を清朝初の皇太子と定めたが、各皇子を中心とした派閥による度重なる後継者争いなどで胤礽は精神に異常をきたし、素行が悪くなったことで2度廃太子となった後、様々な確執の末に雍正帝が康熙帝の次の皇帝となったことで太子密建が定められた。ただし予め先代皇帝が後継者を指名していなければ機能しない制度であるため、先代皇帝の若年の死去や幽閉などの理由により末期の同治帝・光緒帝・宣統帝に関しては再び旗王諸王による会議で決められている。明朝などでは深刻であった国政に対する宦官の影響は、宮廷事務や皇帝の身辺の世話は皇帝直属の八旗の旗人の中で家政を担当する包衣が管轄する内務府が掌り、その管轄下に置かれた宦官の仕事は后妃の世話に限定されるようになったため、ほとんど無くなっていた。

#### 帝室の姓氏
帝室の姓氏を満洲語でアイシンギョロといい、これを漢語に音写したものが愛新覚羅である。アイシンは「金」という意味のかつて女真人が興した金朝やヌルハチが興した後金をからとった族名（ムクン）、ギョロは父祖の出身地の地名を戴いた姓氏（ハラ）で、合わせて「金のギョロ一族」を表す。満洲人は清代には漢人のように姓氏と名を続けて呼ぶ習慣は無かった。

#### 歴代皇帝
| 廟号 | 皇帝名（漢文） | 名前（諱)      | 在位時期        | 年号          | 備考                              |
| ---- | -------------- | -------------- | --------------- | ------------- | --------------------------------- |
| 太祖 | 天命帝         | ヌルハチ       | 1616年 - 1626年 | 天命          | 清の前身である後金の創始者。      |
| 太宗 | 崇徳帝         | ホンタイジ     | 1627年 - 1643年 | 天聡 崇徳     | ヌルハチの第8子。後金を清とする。 |
| 世祖 | 順治帝         | フリン         | 1644年 - 1661年 | 順治          | ホンタイジの第9子。               |
| 聖祖 | 康熙帝         | ヒョワンイエイ | 1662年 - 1722年 | 康熙          | 順治帝の第3子。                   |
| 世宗 | 雍正帝         | インジェン     | 1723年 - 1735年 | 雍正          | 康熙帝の第4子。                   |
| 高宗 | 乾隆帝         | フンリ         | 1736年 - 1795年 | 乾隆          | 雍正帝の第4子。                   |
| 仁宗 | 嘉慶帝         | ヨンヤン       | 1796年 - 1820年 | 嘉慶          | 乾隆帝の第15子。                  |
| 宣宗 | 道光帝         | ミンニン       | 1821年 - 1850年 | 道光          | 嘉慶帝の第2子。                   |
| 文宗 | 咸豊帝         | イジュ         | 1851年 - 1861年 | 咸豊          | 道光帝の第4子。                   |
| 穆宗 | 同治帝         | ヅァイシュン   | 1862年 - 1874年 | （祺祥） 同治 | 咸豊帝の長子。                    |
| 徳宗 | 光緒帝         | ヅァイティヤン | 1875年 - 1908年 | 光緒          | 醇親王奕譞の第2子。道光帝の孫。   |
| -    | （保慶帝）     | プージュン     | 1899年          | 保慶          | 端郡王載漪の第2子。道光帝の曾孫。 |
| 恭宗 | 宣統帝         | プーイー       | 1908年 - 1912年 | 宣統          | 醇親王載灃の長子。道光帝の曾孫。  |

##### 系図
|            |            |            |            |            |            |  |  |            |            |            |            |            |            |  |  | 1. 太祖天命帝 |            |            |            |            |            |  |  |  |  |  |  |  |  |  |  |  |  |  |  |  |  |  |  |  |  |  |  |
|            |            |            |            |            |            |  |  |            |            |            |            |            |            |  |  |               |            |            |            |            |            |  |  |  |  |  |  |  |  |  |  |  |  |  |  |  |  |  |  |  |  |  |  |
|            |            |            |            |            |            |  |  |            |            |            |            |            |            |  |  | 2. 太宗崇徳帝 |            |            |            |            |            |  |  |  |  |  |  |  |  |  |  |  |  |  |  |  |  |  |  |  |  |  |  |
|            |            |            |            |            |            |  |  |            |            |            |            |            |            |  |  |               |            |            |            |            |            |  |  |  |  |  |  |  |  |  |  |  |  |  |  |  |  |  |  |  |  |  |  |
|            |            |            |            |            |            |  |  |            |            |            |            |            |            |  |  | 3. 順治帝     |            |            |            |            |            |  |  |  |  |  |  |  |  |  |  |  |  |  |  |  |  |  |  |  |  |  |  |
|            |            |            |            |            |            |  |  |            |            |            |            |            |            |  |  |               |            |            |            |            |            |  |  |  |  |  |  |  |  |  |  |  |  |  |  |  |  |  |  |  |  |  |  |
|            |            |            |            |            |            |  |  |            |            |            |            |            |            |  |  | 4. 康熙帝     |            |            |            |            |            |  |  |  |  |  |  |  |  |  |  |  |  |  |  |  |  |  |  |  |  |  |  |
|            |            |            |            |            |            |  |  |            |            |            |            |            |            |  |  |               |            |            |            |            |            |  |  |  |  |  |  |  |  |  |  |  |  |  |  |  |  |  |  |  |  |  |  |
|            |            |            |            |            |            |  |  |            |            |            |            |            |            |  |  | 5. 雍正帝     |            |            |            |            |            |  |  |  |  |  |  |  |  |  |  |  |  |  |  |  |  |  |  |  |  |  |  |
|            |            |            |            |            |            |  |  |            |            |            |            |            |            |  |  |               |            |            |            |            |            |  |  |  |  |  |  |  |  |  |  |  |  |  |  |  |  |  |  |  |  |  |  |
|            |            |            |            |            |            |  |  |            |            |            |            |            |            |  |  | 6. 乾隆帝     |            |            |            |            |            |  |  |  |  |  |  |  |  |  |  |  |  |  |  |  |  |  |  |  |  |  |  |
|            |            |            |            |            |            |  |  |            |            |            |            |            |            |  |  |               |            |            |            |            |            |  |  |  |  |  |  |  |  |  |  |  |  |  |  |  |  |  |  |  |  |  |  |
|            |            |            |            |            |            |  |  |            |            |            |            |            |            |  |  | 7. 嘉慶帝     |            |            |            |            |            |  |  |  |  |  |  |  |  |  |  |  |  |  |  |  |  |  |  |  |  |  |  |
|            |            |            |            |            |            |  |  |            |            |            |            |            |            |  |  |               |            |            |            |            |            |  |  |  |  |  |  |  |  |  |  |  |  |  |  |  |  |  |  |  |  |  |  |
|            |            |            |            |            |            |  |  |            |            |            |            |            |            |  |  | 8. 道光帝     |            |            |            |            |            |  |  |  |  |  |  |  |  |  |  |  |  |  |  |  |  |  |  |  |  |  |  |
|            |            |            |            |            |            |  |  |            |            |            |            |            |            |  |  |               |            |            |            |            |            |  |  |  |  |  |  |  |  |  |  |  |  |  |  |  |  |  |  |  |  |  |  |
|            |            |            |            |            |            |  |  |            |            |            |            |            |            |  |  |               |            |            |            |            |            |  |  |  |  |  |  |  |  |  |  |  |  |  |  |  |  |  |  |  |  |  |  |
|            |            |            |            |            |            |  |  | 醇親王奕譞 | 醇親王奕譞 | 醇親王奕譞 | 醇親王奕譞 | 醇親王奕譞 | 醇親王奕譞 |  |  | 9. 咸豊帝     | 9. 咸豊帝  | 9. 咸豊帝  | 9. 咸豊帝  | 9. 咸豊帝  | 9. 咸豊帝  |  |  |  |  |  |  |  |  |  |  |  |  |  |  |  |  |  |  |  |  |  |  |
|            |            |            |            |            |            |  |  | 醇親王奕譞 | 醇親王奕譞 | 醇親王奕譞 | 醇親王奕譞 | 醇親王奕譞 | 醇親王奕譞 |  |  | 9. 咸豊帝     | 9. 咸豊帝  | 9. 咸豊帝  | 9. 咸豊帝  | 9. 咸豊帝  | 9. 咸豊帝  |  |  |  |  |  |  |  |  |  |  |  |  |  |  |  |  |  |  |  |  |  |  |
|            |            |            |            |            |            |  |  |            |            |            |            |            |            |  |  |               |            |            |            |            |            |  |  |  |  |  |  |  |  |  |  |  |  |  |  |  |  |  |  |  |  |  |  |
| 醇親王載灃 | 醇親王載灃 | 醇親王載灃 | 醇親王載灃 | 醇親王載灃 | 醇親王載灃 |  |  | 11. 光緒帝 | 11. 光緒帝 | 11. 光緒帝 | 11. 光緒帝 | 11. 光緒帝 | 11. 光緒帝 |  |  | 10. 同治帝    | 10. 同治帝 | 10. 同治帝 | 10. 同治帝 | 10. 同治帝 | 10. 同治帝 |  |  |  |  |  |  |  |  |  |  |  |  |  |  |  |  |  |  |  |  |  |  |
| 醇親王載灃 | 醇親王載灃 | 醇親王載灃 | 醇親王載灃 | 醇親王載灃 | 醇親王載灃 |  |  | 11. 光緒帝 | 11. 光緒帝 | 11. 光緒帝 | 11. 光緒帝 | 11. 光緒帝 | 11. 光緒帝 |  |  | 10. 同治帝    | 10. 同治帝 | 10. 同治帝 | 10. 同治帝 | 10. 同治帝 | 10. 同治帝 |  |  |  |  |  |  |  |  |  |  |  |  |  |  |  |  |  |  |  |  |  |  |
| 12. 宣統帝 |            |            |            |            |            |  |  |            |            |            |            |            |            |  |  |               |            |            |            |            |            |  |  |  |  |  |  |  |  |  |  |  |  |  |  |  |  |  |  |  |  |  |  |

#### 清の后妃
満洲人皇帝は姫君5人を全員モンゴル人の王族に嫁がせるなどモンゴルと親密な関係を保持しており、后妃の選定や降嫁といった通婚は八旗の他、孝荘文皇后に代表されるようにモンゴル王侯との間で行われ、民間の漢人と行われることは決してなかった。
| 順位 | 称号   | 人数     | 代表的な人物                                      |
| ---- | ------ | -------- | ------------------------------------------------- |
| 1    | 皇后   | 1人      | 東太后（咸豊帝の皇后） 隆裕皇太后（光緒帝の皇后） |
| 2    | 皇貴妃 | 1人      |                                                   |
| 3    | 貴妃   | 2人まで  | 西太后（咸豊帝の貴妃）                            |
| 4    | 妃     | 4人まで  | 孝荘文皇后（ホンタイジの妃） 珍妃（光緒帝の妃）   |
| 5    | 嬪     | 6人まで  |                                                   |
| 6    | 貴人   | 12人まで |                                                   |
| 7    | 常在   | 20人まで |                                                   |
| 8    | 答応   | 28人まで |                                                   |

#### 元号
清は、一世一元の制と踰年改元制を明から引き継いだので、元号は各皇帝につき一つずつである（在位中に改めて大清皇帝に即位し改元したホンタイジは例外）。
順治帝以降の入関後の各皇帝は廟号・諡号を以って呼ばず、その皇帝の時代の元号に「帝」をつけて呼ぶことが慣例になっている。

### 皇族の爵位
- 和碩親王（hošoi cin wang、ホショイ・チン・ワン、ホショしんのう）
- 世子（šidzi、シヅ、親王の嗣子）
- 多羅郡王（doroi giyūn wang、ドロイ・ギュン・ワン、ドロぐんおう）
- 長子（jangdzi、ジャンヅ、郡王の嗣子）
- 多羅貝勒（doroi beile、ドロイ・ベイレ）
- 固山貝子（gūsai beise、グサイ・ベイセ）
- 鎮国公（gurun be dalire gung、グルン・ベ・ダリレ・グン）
- 輔国公（gurun de aisilara gung、グルン・デ・アイシララ・グン）
- 不入八分鎮国公（jakūn ubu de dosimbuhakū gurun be dalire gung、ジャクン・ウブ・デ・ドシムブハク・グルン・ベ・ダリレ・グン）
- 不入八分輔国公（jakūn ubu de dosimbuhakū gurun de aisilara gung、ジャクン・ウブ・デ・ドシムブハク・グルン・デ・アイシララ・グン）
- 鎮国将軍（gurun be dalire janggin、グルン・ベ・ダリレ・ジャンギン）
- 輔国将軍（gurun de aisilara janggin、グルン・デ・アイシララ・ジャンギン）
- 奉国将軍（gurun be tuwakiyara janggin、グルン・ベ・トゥワキャラ・ジャンギン）
- 奉恩将軍（kesi be tuwakiyara janggin、ケシ・ベ・トゥワキャラ・ジャンギン）

清朝皇族の爵位は通常1代ごとに降下する。特に功績がなければ親王の子は郡王、郡王の子は貝勒というように爵位が下がっていく。しかし、特に功績が大きかった皇族は世襲が認められ、爵位が降下しないことから鉄帽子王と呼ばれた。
- 礼親王（doronggo cin wang）家 - ヌルハチの第2子・ダイシャン（代善）が祖。
- 睿親王（mergen cin wang）家 - ヌルハチの第14子・ドルゴン（多爾袞）が祖。
- 豫親王（erke cin wang）家 - ヌルハチの第15子・ドド（多鐸）が祖。
- 粛親王（fafungga cin wang）家 - ホンタイジの長子・ホーゲ（豪格）が祖。清末に善耆、川島芳子父娘が出る。
- 承沢親王（kesingge cin wang）家 - ホンタイジの第5子・ショセ（碩塞）が祖。後に荘親王家と改称。
- 鄭親王（ujen cin wang）家 - ジルガラン（シュルハチ子）が祖。西太后の政敵粛順、鄭親王端華兄弟が出る。
- 克勤郡王（kicehe giyūn wang）家 - ダイシャンの長子ヨト（岳託）が祖。
- 順承郡王（dahashūn giyūn wang）家 - ダイシャンの子サハリャン（薩哈璘）の第2子勒克徳渾が祖。

これらの8家は建国にあたって特に功績が大きかったために他の皇族とは別格とされ、八大王家と呼ばれた。睿親王家はドルゴンが皇位を簒奪しようとしたとして廃絶されていたが、乾隆年間にドルゴンが名誉回復したために再興された。ドルゴンに連座して同母弟ドドも郡王に落とされていたが、同様に乾隆年間の名誉回復により親王家に戻された。
清の中期、末期には以下の4家も功績があったとして世襲が認められ、最終的には世襲王家は12家となった。
- 怡親王（urgun cin wang）家 - 康熙帝の第13子・胤祥が祖。
- 恭親王（gungnecuke cin wang）家 - 道光帝の第6子・奕訢が祖。
- 醇親王（hatan cin wang）家 - 道光帝の第7子・奕譞が祖。奕譞の子が光緒帝、孫が宣統帝となる。
- 慶親王（fengšen cin wang）家 - 乾隆帝の第17子・永璘が祖。永璘の孫奕劻が清末に軍機大臣として活躍し、世襲王家とされた。

### 官制
清初期、康熙帝の治世までは未だ部族合議制的な制度が残り、完全な集権体制の皇帝というわけではなかった。その象徴が議政王大臣会議（ぎせいおうだいじんかいぎ）と呼ばれる制度である。この制度は旗王（八旗の長）や皇族・宗族の有力者など実力者が選ばれて会議を行い、政治の方針を決めるものである。この中では皇帝も旗王の一人であり、無限の権力が振るえるわけではない。
それと平行して置かれていたものが明から引き継いだ内閣制度である。ホンタイジ時代には内三院（bithe i ilan yamun）と呼ばれており、行政機関の一つに過ぎず、議政王大臣会議の決定に従うものであった。しかし漢文化を愛する順治帝により、内閣（dorgi yamun）に名を改められて最高行政機関となり、議政王大臣会議は軍事を管轄するようになった。
その後、雍正帝は議政王大臣会議に権力を制限されることを嫌って、軍事・行政の両方を総攬する皇帝の諮問機関である軍機処（coohai nashūn i ba）を創設して完全なる皇帝独裁体制を整えた。軍機処に権限を奪われた議政王大臣会議は1792年に廃止される。
中央には軍機処の他に六部（ninggun jurgan）・内務府（dorgi baita be uheri kadalara yamun、宮廷諸事）・宗人府（uksun be kadalara yamun、皇族・宗族の事務）・理藩院（tulergi golo be dasara jurgan、藩部の統括。藩部については後述）・都察院（uheri be baicara yamun、官僚の監察）・通政使司（dasan be hafumbure yamun、上奏文の検閲）・大理寺（beidere be tuwacihiyara yamun、最高裁判所）がある。
地方は皇帝直属である省と藩部と満洲人の故地である旗地（満洲）とに分かれている。満洲と北京周辺を皇帝直轄地として統治したことからこの領域は中国（満洲語：ドゥリンバイ・グルン、dulimbai gurun） と呼ばれた。

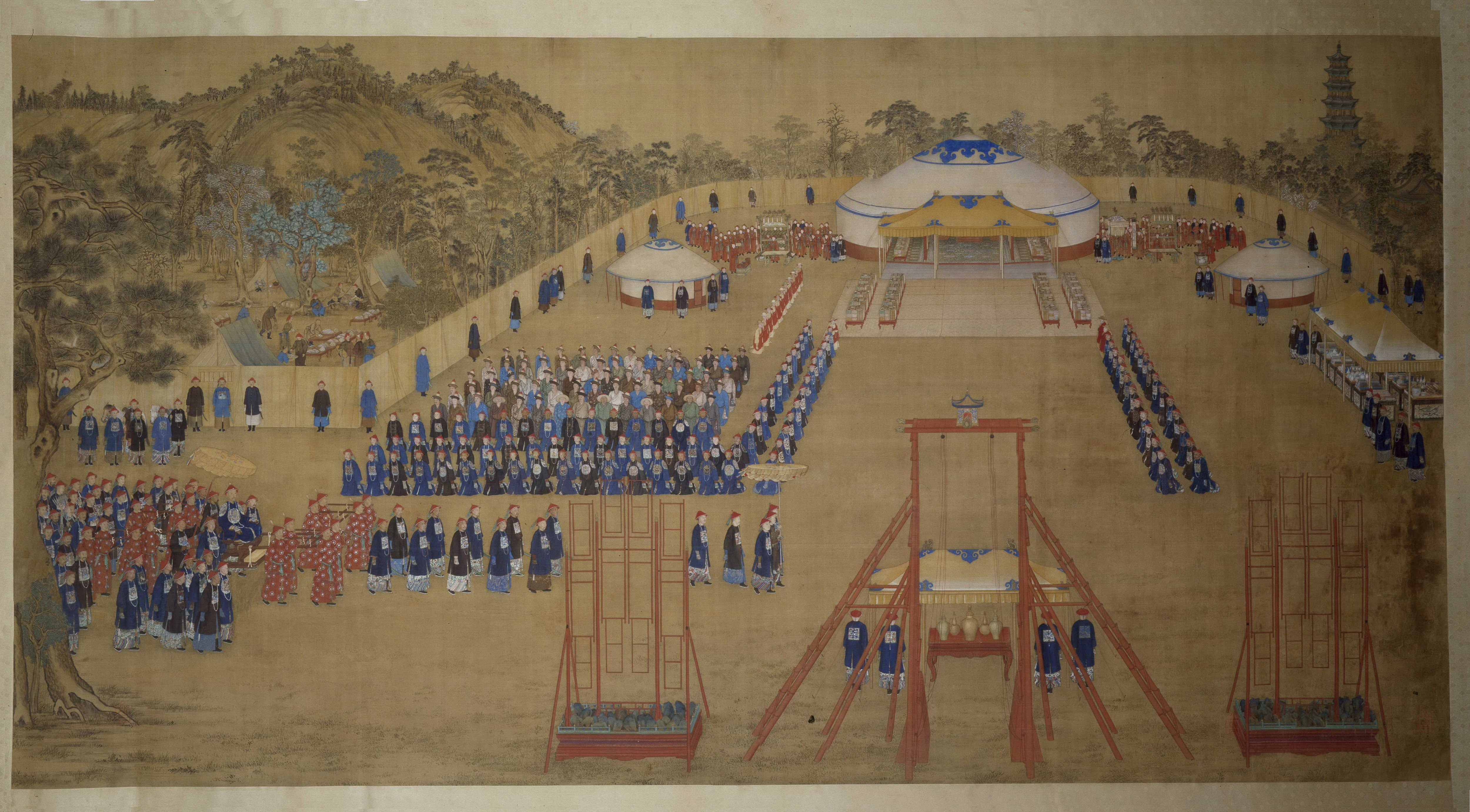
オイラトモンゴルのジャサ・ノヤン

藩部（tulergi golo）はホンタイジが最初に南モンゴルのチャハル部を服属させた時に蒙古衙門（monggo jurgan、もうこがもん）を置いてモンゴルの統治に当たらせたことに始まる。その後、蒙古衙門は理藩院（tulergi golo be dasara yamun）と改名し、北モンゴル・新疆・チベット・青海を服属させると藩部と総称するようになった。基本的に藩部には土民の旧制を維持し、行政官は当地の実力者をあてて半自治を行わせ、その上から理藩院が管轄するという形を取っている。特にモンゴルに関しては、臣従した諸勢力は八旗制を元にした盟旗制度の元に再編成され、ボルジギン氏などの王侯をその長である「ジャサク」とし、親王などの爵位を与えその地位は旗王と同格とするなど厚遇され、清を共同統治するという形をとっている。
清初期に部隊ごと投降した明の武将孔有徳・耿仲明・尚可喜の集団も、八旗と同形式の組織に再編された上で天祐兵・天助兵という独立した軍団として従属し、彼らは三順王と呼ばれ旗王と同格に扱われた。後に呉三桂が加わって孔有徳が戦死して脱藩し、三藩となったが、三藩の乱後はこれらの漢人軍団は解体され八旗漢軍に編入され、三藩の領地は皇帝の直轄領となった。

省はほぼ現在の中華人民共和国と同じものが置かれている。直隷（河北省）・江蘇省・安徽省・山西省・山東省・河南省・陝西省・甘粛省・浙江省・江西省・湖北省・湖南省・四川省・福建省・広東省・広西省（広西チワン族自治区）・雲南省・貴州省の18である（いわゆる「一十八省」）。しかし清末になるとその数が増えることになる。省の下に府（fu）・州（jeo）・県（hiyan）がある。府・州・県の長官はそれぞれ知府（fu i saraci）・知州（jeo i saraci）・知県（hiyan i saraci）と呼ぶ。省の長官は巡撫（giyarime dasara amban）と呼ばれ、またそれとは別に複数の省を統括する総督（uheri kadalara amban）があり、双方が州の民政・軍事を司っていた。
満洲人の故地である満洲地方については旗地（八旗の土地）とされ省は置かずに、黒竜江将軍（sahaliyan ula i jiyanggiyūn）・吉林将軍（girin i jiyanggiyūn）・盛京将軍（mukden i jiyanggiyūn）らに軍政を行わせて満洲人の軍事力を弱体化させないようにした。またこの地に対する漢人の移住を禁止して、満洲人が漢人に同化してしまわないようにした。しかし日露戦争後の1907年には黒竜江将軍を黒竜江行省、吉林将軍を吉林省、盛京将軍を奉天省とし、東三省総督を新設、しかも華北から大量の漢人農民を移民させている。

#### 満漢偶数官制
清の政治は圧倒的多数である漢人を少数派である満洲人がどうやって統治していくかに気を配っていた。その政策の主眼となるものが満漢偶数官制と呼ばれるものである。ポストをそれぞれ満洲人・漢人が同数になるように配置していく制度である。これには双方の動向を監視させる意味合いもあった。
清の官吏のポストはそれぞれ満官缺（満洲人だけが就ける。以下同様）・蒙官缺（モンゴル人）・漢軍官缺（八旗に所属する漢人）・漢官缺（八旗に所属しない漢人）と言う風に分けられていた一方、地方の巡撫・総督は満漢併用であり、その下の知府以下は漢人が多く登用された。

### 兵制
兵制は満洲の軍制である八旗制度（jakūn gūsa）を採用していた。それを補完する形で緑営がある。緑営は明の兵制を解体した後に再編成したもので、各地に分散して配置された。詳しくは八旗の項を参照。しかし乾隆以降は長い平和に八旗は堕落し、また比率的に言うと増加する旗人の数に対して役務の数は減少し、加えて農工商業などの副業は禁じられており無役で旗地だけでは彼らは生活が難しいため、経済的にも窮迫して弱体化し、物の役には立たなくなっていた。そういった問題に対し旗人に満洲語の習得や乗馬騎射の訓練などといった「文武両道」を奨励したり、乾隆帝代には漢軍八旗の一部を民籍に移す「漢軍出旗」や、満洲旗人を満洲に帰す政策がとられたが失敗している。
その後白蓮教徒の乱・苗族の乱など国内での反乱が多発するようになると、郷勇という義勇兵が八旗に代わって活躍する。反乱鎮圧後には郷勇は郷里へと帰るように命ぜられたが、中には流民が食うために兵士になったものも多く、それらの兵士達は緑営に編入されるか、そうでない者は盗賊化することもあった。
その後の太平天国の乱に際しては湘軍・淮軍といった有力者による半私兵集団が鎮圧に当たり、軍閥化が進むようになる。これ以降の政府では曽国藩・李鴻章といった軍閥の長が権力を握るようになり、軍機処を始めとした中央の官僚の権限は有名無実化した。

## 清の行政区画

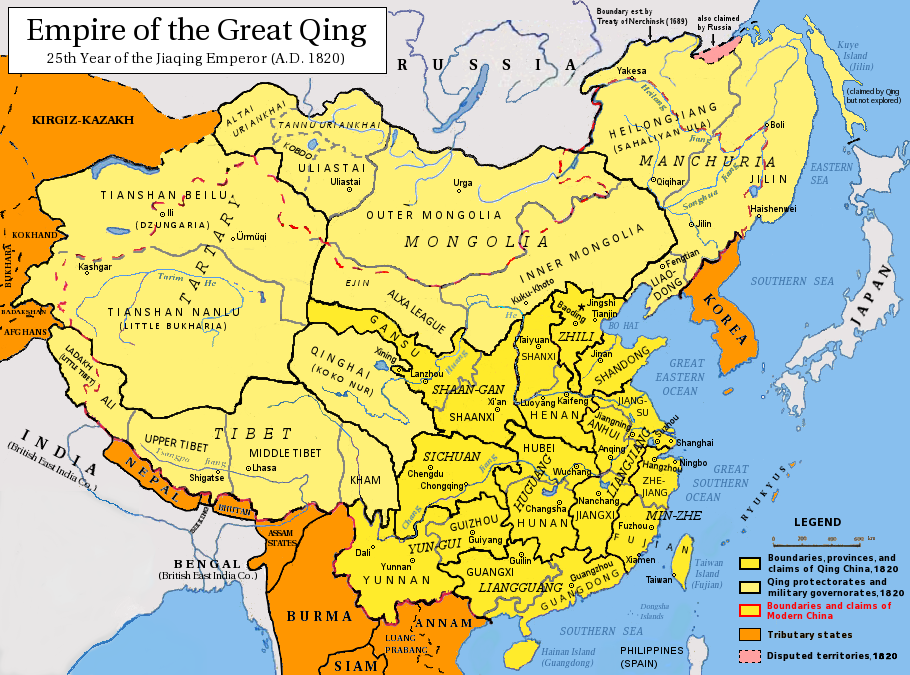
清の最大領域（1820年）。濃い黄色の部分は旧明領で漢人居住地である省と直隷（中国内地）、薄い黄色の部分は旗地（つまり満洲)とモンゴル・ウイグル・チベット等の同君連合地域。）以上は清の全土。オレンジ色の部分は冊封国、ピンク色の部分はネルチンスク条約で外交紛争のある地域、赤点線は中華人民共和国の今の領土だが、他国との係争地も含む。なお、樺太、台湾も全島が領域内として描かれているが、どちらも全域支配には至っていない。

清は各地の支配者の臣従を受け同君連合となり、その領土は広い上、各地域の差も大きく、多数の民族を含み、その間柄も良好とは言えなかったため、行政の区割りは画一的な物でなく「因時順地、変通斟酌」として行われた。
中心となった満洲人には中央ユーラシア的な「姓長制」である八旗制が維持された。各旗人は皇帝の上三旗と皇族である各旗王が分封された下五旗に所属し、北京の内城は旗人（北京八旗）の街とされ、各旗ごとに区画が割り当てられ、さらに満洲→蒙古→漢軍の順で宮城の外側に居住区が設けられた。また要地の警備のために駐防八旗が駐屯した。1645年に西安・南京からはじめて他の主要都市を部分的に占拠していった。合計18カ所の「満城」が各省に設立され、1700年までにそのうち12カ所で、最終的には全ての「満城」において、北京のように旗人のための隔離居住の原則が認められた。駐防地に送られた兵士はその家族をすべて連れていき、現地の漢人から隔離された城壁のなかに住む場所を割り当てられた。
畿輔駐防は、直隷駐防とも称され、乾隆帝後期、良郷、昌平、水平、保定等25か所に8000人が駐屯した。東三省駐防は、盛京、吉林、黒龍江駐防に分かれる。盛京駐防は、盛京将軍が統括し、盛京、遼陽、開原等40か所に1万6000人が駐屯した。吉林駐防は、吉林将軍が統括し、兵力は9000人だった。黒龍江駐防の八旗兵とソロン（索倫）兵7000人は、黒龍江将軍が統括した。
各省駐防は、山東、山西、河南、江蘇、浙江、四川、福建、広東、湖北、陝西、甘粛等11省の20都市に駐屯し、乾隆帝後期、計4万5000人に達した。各省駐防は、各都市に設けられた将軍又は副都統が管轄し、各省駐防の兵数は300 - 3000人程度だった。
新疆駐防は、西域兵とも称され、ジュンガル部、ウイグル部の征服後に設置された。兵数は1万5000人で、イリ将軍が統括した。
皇帝直轄領であり漢人の多い旧明領は明の制度を引き継ぎ、「省—府—県」の三段階からなる制度が敷かれた。旧明領の漢人以外の民族には有力者に土司の地位を与え統治させた。藩部では現地の事情を踏まえると共に中央集権の強化も図られた。
臣下としたモンゴルでは旗盟制を整備し、モンゴル王侯にジャサク（札薩克）の地位を与えて遊牧地を与えた。保護国であるチベットではダライ・ラマのガンデンポタンの自治により地方行政単位として、規模により大中小の3等級に分類されるゾン(rdzong)（清代の営、民国の県に相当）を設置、さらにその下方単位として国家直属・貴族領・寺院領の三種からなるシカ(gzhis ka)を置いた。
新疆ではイリ将軍の配下に、イリ・タルバガタイ・カシュガルに駐屯する3名の参賛大臣が置かれ、ウルムチには、ウルムチ都統が置かれた。これらの下には、弁事大臣・領隊大臣等の役職が設けられ、それぞれ各オアシス都市の統治を行った。各地方の末端行政は現地人有力者に委ねられ、早くから清朝に服属したハミやトゥルファンの支配者らにはジャサク制が適用され、爵位が与えられモンゴル人貴族と同様の特権が付与された。またタリム盆地の各オアシス都市の支配者に対しても清朝の官職が与えられ、自治を行わせるベグ官人制が行われ、在地の社会構造がそのまま温存された。
全国は内地十八省と、駐防将軍の5管区、駐箚大臣の2管区とあわせて25の行政区画と、内モンゴルなどの旗・盟に分けられ、それぞれの地域の接触を厳しく制限した。それぞれの地域を監督し、正式に行き来出来たのは八旗官僚のみであり、科挙の上位合格者を除き漢人科挙官僚は旧明領の統治にのみ用いられた。満洲語は各地に派遣された八旗官僚と中央との連絡に用いられた。
清の末期、列強の進出や漢人の藩部への流出が強まる情勢下で、各地の旧行政制度では有効な統治を行えなくなってきた。そのため、このころには清朝は「満洲人とモンゴル人の同盟が漢人を支配し、チベットとイスラムを保護する」という体制から皇族と漢人有力者や知識人とによる「満漢連合政権」となっており、漢族有力者を用いて立て直しを図ったため光緒年間には新疆・奉天・吉林・黒竜江が相次いで省となり、内地と同様の行政制度を敷き中央集権化が図られ、それらの巡部など主要な役職は漢人によって占められた。そのため次第に外藩部では清朝の支配を受け入れていた要因自体が薄れていった。光緒三十四年（1908年）には清は22省と、チベット・外モンゴル・内モンゴル・青海などの地方となった。モンゴルとチベットも省にする案があったがモンゴルは独立し、チベットは支配強化のため侵攻中に辛亥革命が勃発し、清が崩壊したため実行されなかった。中華民国の成立後もモンゴルやチベットは中華民国の宗主権を認めず、それぞれロシアとイギリスを頼って実質的な独立状態を保った。

### 内地の行政区画
清の山海関の「内側」である、長城以南の漢人の多い地域は「内地」、「関内」または「漢地」と呼ばれ、明代の「両直十三省」の呼称を受け継いで「直省」と呼ばれていた。内地の行政区画は明代の「省―府（州）―県」の三段階からなる階級体制を受け継いでいる。一番上、一級政区は省で「行省」と俗称された。布政使司と呼ばれていたが、布政使が督撫の属官になっていくにつれて、「布政使司」の名称は省に取って代わられていった。嘉慶年間に『一統志』が編纂された時には「省」は一級政区の正式な称号となっていた。その下、二級政区は府と直隷州があった。（直隷州と違って）府の下にある三級政区である州（散州、属州）の下に県が付くことはなかった。つまり、単式の三級制となっていた。清初年には臨時の役人だった巡撫が布政使に代わって省の長官になった。一部の民族の雑居地や戦略的要地には、新しい政区の「庁」が置かれ、それは省直轄の直隷庁と府の下にある散庁があった。少数の直隷庁の下には県があった。
|        |        |        |        |        |        |  |  |      |      |      |      |      |      |  |  | 省／布政使司 （行省） |    |    |    |    |    |  |  |      |      |      |      |      |      |  |  |        |        |        |        |        |        |  |  |  |  |  |  |  |  |  |  |  |  |  |  |  |  |  |  |  |  |  |  |
|        |        |        |        |        |        |  |  |      |      |      |      |      |      |  |  |                       |    |    |    |    |    |  |  |      |      |      |      |      |      |  |  |        |        |        |        |        |        |  |  |  |  |  |  |  |  |  |  |  |  |  |  |  |  |  |  |  |  |  |  |
|        |        |        |        |        |        |  |  |      |      |      |      |      |      |  |  | 道                    |    |    |    |    |    |  |  |      |      |      |      |      |      |  |  |        |        |        |        |        |        |  |  |  |  |  |  |  |  |  |  |  |  |  |  |  |  |  |  |  |  |  |  |
|        |        |        |        |        |        |  |  |      |      |      |      |      |      |  |  |                       |    |    |    |    |    |  |  |      |      |      |      |      |      |  |  |        |        |        |        |        |        |  |  |  |  |  |  |  |  |  |  |  |  |  |  |  |  |  |  |  |  |  |  |
|        |        |        |        |        |        |  |  |      |      |      |      |      |      |  |  |                       |    |    |    |    |    |  |  |      |      |      |      |      |      |  |  |        |        |        |        |        |        |  |  |  |  |  |  |  |  |  |  |  |  |  |  |  |  |  |  |  |  |  |  |
|        |        |        |        |        |        |  |  |      |      |      |      |      |      |  |  |                       |    |    |    |    |    |  |  |      |      |      |      |      |      |  |  |        |        |        |        |        |        |  |  |  |  |  |  |  |  |  |  |  |  |  |  |  |  |  |  |  |  |  |  |
| 直隷州 | 直隷州 | 直隷州 | 直隷州 | 直隷州 | 直隷州 |  |  |      |      |      |      |      |      |  |  | 府                    | 府 | 府 | 府 | 府 | 府 |  |  |      |      |      |      |      |      |  |  | 直隷庁 | 直隷庁 | 直隷庁 | 直隷庁 | 直隷庁 | 直隷庁 |  |  |  |  |  |  |  |  |  |  |  |  |  |  |  |  |  |  |  |  |  |  |
| 直隷州 | 直隷州 | 直隷州 | 直隷州 | 直隷州 | 直隷州 |  |  |      |      |      |      |      |      |  |  | 府                    | 府 | 府 | 府 | 府 | 府 |  |  |      |      |      |      |      |      |  |  | 直隷庁 | 直隷庁 | 直隷庁 | 直隷庁 | 直隷庁 | 直隷庁 |  |  |  |  |  |  |  |  |  |  |  |  |  |  |  |  |  |  |  |  |  |  |
|        |        |        |        |        |        |  |  |      |      |      |      |      |      |  |  |                       |    |    |    |    |    |  |  |      |      |      |      |      |      |  |  |        |        |        |        |        |        |  |  |  |  |  |  |  |  |  |  |  |  |  |  |  |  |  |  |  |  |  |  |
| 県     | 県     | 県     | 県     | 県     | 県     |  |  | 散州 | 散州 | 散州 | 散州 | 散州 | 散州 |  |  | 県                    | 県 | 県 | 県 | 県 | 県 |  |  | 散庁 | 散庁 | 散庁 | 散庁 | 散庁 | 散庁 |  |  |        |        |        |        |        |        |  |  |  |  |  |  |  |  |  |  |  |  |  |  |  |  |  |  |  |  |  |  |

### 行省
行省の設置については、清は明代の両京と十三布政使司を基本的に踏襲して、山東・山西・河南・陝西・浙江・福建・江西・広東・広西・湖広・四川・雲南・貴州の13省を置いた。順治元年（1644年）に北京を都と定め、盛京は留都（旧都）となった。二年（1645年）に北直隷を直隷省に、南直隷を江南省にした。康熙三年（1664年）、湖広を湖北と湖南の二省にした。康熙六年（1667年）、江南省は正式に江蘇と安徽の二省にした。康熙七年、甘粛省が設立され、これによっていわゆる「内地十八省」が定まった。
| - 直隷省 - 江蘇省 - 安徽省 - 山西省 - 山東省 - 河南省 | - 陝西省 - 甘粛省 - 浙江省 - 江西省 - 湖北省 - 湖南省 | - 四川省 - 福建省 - 広東省 - 広西省 - 雲南省 - 貴州省 |

## 清の経済
秤量貨幣である銀と信用貨幣である銅銭の併用であり、銀は主に税金、八旗への給与、対外貿易に用いられ、銅銭は国内の商取引に用いられた。明代後期から出現した郷紳層による地方支配、外国産の銀の流通による経済の発達、良質な銅銭普及による対銀レートの高騰とそれによる八旗の困窮、銀東アジア交易網の隆盛などが明後期から清前期の特徴として挙げられる。

### 農業の発展と人口爆発
北宋代に1億を超えたと言われる人口は増減を繰り返し、順治帝期の1651年の戸籍登録人口は約5300万、康熙帝期の1685年には約1億1000万、1700年に1億5000万、乾隆帝期の1765年には2億、1770年から1780年にかけて2億8000万、1790年に3億、19世紀前半のアヘン戦争直前の1833年に4億を突破した（数字は全て推定）。
この人口の爆発的増加の最大の理由は新大陸原産の作物トウモロコシ・サツマイモ・落花生などが導入されたことにある。これらは水がそれほど豊富でなくとも痩せた土地で育つ作物であり、それまで灌漑が不可能なるがゆえに見放されていた山地に漢人が進出できるようになった。また、当時の農業が労働集約的であり、生産性向上のために小作人を低賃金で大量に雇った方が利益を得られやすいという観点から、地主階級が貧しい農民の人口が増えることを歓迎していたことも、人口増加の背景となった。溢れる人口は領内だけでは収めきれず、満洲・モンゴル・青海と言った本来漢人の居住地ではない所にも進出し、牧草地や山地を農地に変えていった。更に陸地だけでも収まり切らず、明代から出現していた華人が激増することになる。
これらの漢人の進出は多くの場合、現地の民族との摩擦を引き起こし、時に現地の民族の経済的没落を招くことになった。これに不満を持ったモンゴル人・苗族などは何度か反乱を起こすが、数の圧力には逆らえず次第に勢力を減退させていった。また鄭一族の降伏により版図に入った台湾にも数多くが進出し、開発が進む一方で原住民達は山間部に追いやられていった。その中で清の故地である満洲は満洲人の保護の意味から漢人の移住を禁止していたが、19世紀末になって、この地方にロシアの圧力がかかってくるようになると領土権の保持と防衛のために禁を解除し、この地も漢人の農地が広がることになる。

### 税制
清初には税制も明から一条鞭法を引き継いでいたが地丁銀制に切り替えた。これはそれまでが人頭税（人丁）・土地税（地丁）の二本立てであった税を土地税一本にするものである。それまでは郷紳勢力には免税特権が与えられており、また人頭税逃れのために戸籍に登録しようとしない者も多く、これらの対策のために完全に土地による税制に切り替えたのである。この制度が行われた後には隠す必要が無くなった人々が戸籍に登録されるようになり、前述の人口増加はこれが原因の一端と見られている。それと共に戸籍制度もそれまでの里甲制から変えて、新しく作り直した。
こうした政策によって、清朝中ごろまでは円滑に、あるいは曲がりなりにも税制は機能したが、アヘン戦争前後より貿易不均衡により清からの銀の流出は著しくなり、これが清国内での銀価格を吊り上げ、反対に銅銭や穀物の相場は相対的に低下した。結果的に、銀納を義務付けられた庶民の納税の負担は上昇して、困窮、清の衰退の主因の一つになった。

### 商業
明代から引き続いて全国的に手工業が大いに盛んであり、絹織物・綿織物に加えて鉄の加工販売が盛んとなり、増大する人口と農地に必要な農具が大量に作られていた。だが、清朝初期には海禁政策の影響で海外からの銀の流入が止まって、極端なデフレ状態に陥って「銀荒穀賤」と呼ばれて民衆は勿論、有力者の中にも破綻するものが相次いだ。この傾向は鄭氏政権の崩壊によって海禁政策が緩和されるとともに落ち着くようになる。三藩の乱後は良質な銅銭の普及に力を入れたため、銅銭の信用が増し広く流通するようになり、銅銭の供給量が増えているにもかかわらず対銀レートが高騰する銭貴という状態になった。これは俸給を銀で受け取り、銅銭に換金して生活必需品を購入していた旗人達に打撃を与え後の困窮に繋がる要因の一つとなった。
そして商業も非常に活発となり、それに伴い商業システムの発展が随所に見られる。典舗・当舗と呼ばれる質屋は貸付・預金業を行い、独自に銀と兌換が出来る銀票を発行した。また為替業務を行う票号という機関もあった。これらの中心となっていたのが山西商人（山西省出身）・新安商人（安徽省出身）と呼ばれる商人の集団で、山西商人などは豊富な資金を背景に皇族とも密接に関わり、政府資金の運用にも関わっていたと言われる。

## 文化

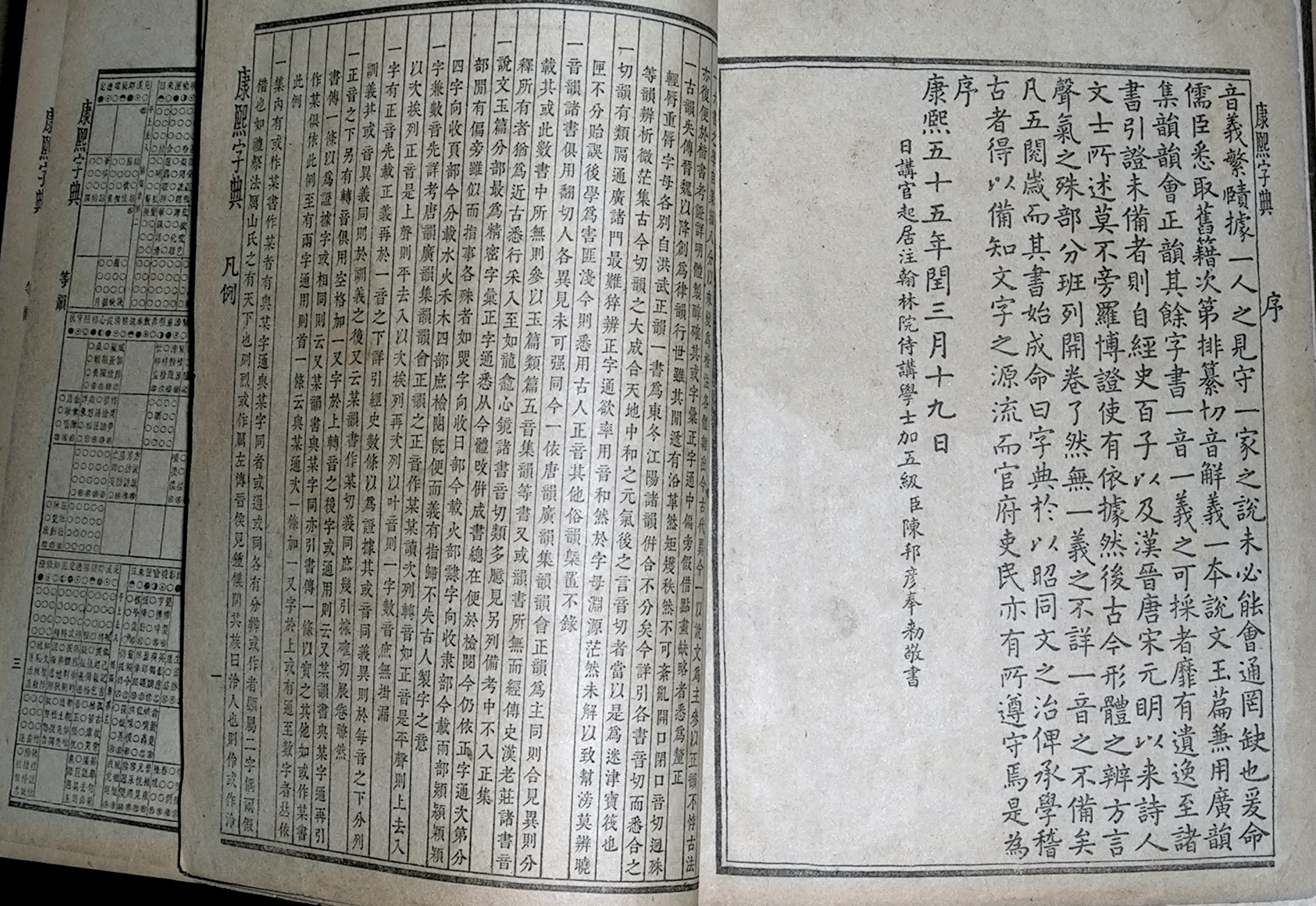
康熙字典

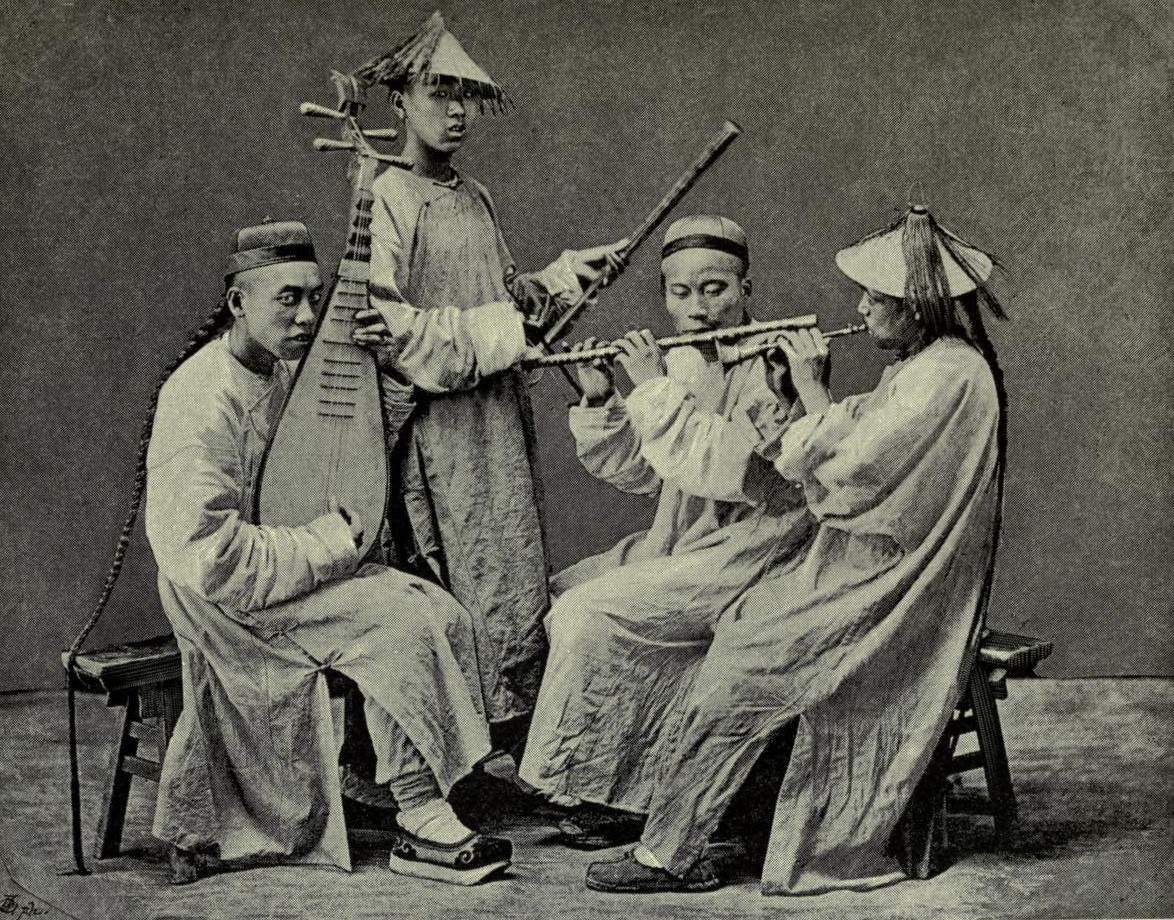
音楽家

後金から清成立時にはモンゴル文字から満洲文字が作られ、歴史記録の編纂が始まった。この初期の記録は後に20世紀初に内藤湖南により発見され、「満文老档」と名付けられている。
順治帝は漢文化に傾倒したことで有名であり、康熙・雍正・乾隆の三世はいずれも類稀な文人でもある。しかしそのことは文化の保護に繋がらず、逆に弾圧に繋がった。異民族支配による文人達の反抗を抑えるために文字の獄と呼ばれる厳しい弾圧を行い、幾人もの文人が死罪になっている。
初期清朝は、満洲旗人達の教育に有用な漢籍を「官書」として満洲語訳して読ませたり、旗人達に漢字の習得を義務化した。
清初期ではイエズス会の宣教師等を通じて数理天文学、数学、測量技術、医学、解剖学等の西洋科学の導入が進んだ。使用言語に関してはフランス語等の西洋諸語から漢語文言文（漢文）、西洋諸語から満洲語に訳されたものが漢語文言文へという流れが存在した。フェルディナント・フェルビーストは満洲語を習得し康熙帝に進講している。

「御製五体清文鑑」の一部。上から満洲語、チベット語、チベット語の発音を満洲文字で示したもの、モンゴル語、ウイグル語（アラビア文字表記）、ウイグル語の発音を満洲文字で示したもの、漢文

上記三世の皇帝は康熙期の『康熙字典』、乾隆期の『四庫全書』などの文化事業を行ったが、それは同時に政府の近くに文人達を集めることによる言論統制の意味があった。
一方で満洲語を習得している満洲八旗が減少していることを危惧し、特に乾隆帝の勅命により1787-94年（乾隆52-59）ごろに満洲語、チベット語、モンゴル語、ウイグル語（アラビア文字表記）、漢語に対応した辞書の「御製五体清文鑑」 (han-i araha sunja hacin-i hergen kamciha manju gisun-i buleku bithe) が編纂された。
清の文化は越南に多大な影響を与えている。

### 思想
厳しい思想統制が行われる中で、考証学と呼ばれる新しい分野が生まれた。
これは聖人の教えを精釈して、忠実な思想を受け継ごうというものである。具体的にはそれまでの主観的に四書五経を読み解いている（と考えられる）朱子学や陽明学を批判して、過去の経書に遡って解釈を行うこととなる。そして最も重視されたのが漢代のものである。
考証学では全ての経書に細密な考証が加えられ、その結果、孔子の子孫の家の壁から現れたと言う『古文尚書』が後に作られた偽作であると判明した。このようにそれまで絶対視されてきた経書にも疑問が投げかけられ、儒教自体が相対化されることになる。
また史書・地理志にも考証学の技法が用いられて、それらの誤脱を見極めて正しい事柄を見極めようとした。この分野では『二十二史箚記』の著者趙翼が有名である。
しかしこの分野は政府による文字の獄の中で次第に政府を刺激するような物は避けられるようになった。確かに研究の上では非常に大きな成果をもたらしたが、技術のための技術へとなってしまい、純粋な学問となってしまったとの批判がある。日本では学問が浮世離れしていてもごく普通に感じるかもしれないが、中国では学問とは何よりも政治のためのものであって、現実世界に寄与しない学問は無意味であるとの考え方が強い。これらの批判を受けた学者達は『春秋公羊伝』を経典とした公羊学を行うようになる。

### 文学

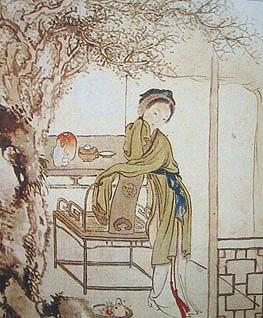
紅楼夢の挿絵

清代に入り、それまでの中国的な文人像が相対化されたことでそれまではこれをしなければ文人にあらずと思われていた漢詩の分野もまた相対化されて、必須のものではなくなった。もちろん多数の作者により、多数の作品が作られており、全体的には高いレベルにあったが、しかし飛び抜けた天才・名作は無い。
一方、明代から引き継いで小説・戯曲の大衆文化は盛んであり、小説では『聊斎志異』『紅楼夢』、戯曲では『長生殿伝奇』『桃花扇伝奇』などが作られている。それまでは俗と考えられていたこの分野もこの時代になるとそうは捉えられなくなり、官僚層の間でも小説を評価する動きが出てきた。
現代中国で普通話のもととなる北京語が成立したのも清代である。本来北京周辺で話されていた言葉と満洲語の語彙が混じり合ったものとなったため、北京語は他の方言とは異なる特徴を持つ言葉となった。

### 美術
絵画の分野ではイエズス会士ジュゼッペ・カスティリオーネ（郎世寧）によってもたらされた遠近法を取り入れた新しい絵画の誕生が見られる。また明初の石濤、八大山人といった明の遺民たちは清に対する抵抗を絵に描き表した。
陶磁器の分野では景徳鎮は陶磁器生産の大工場としての地位を保っており、明代から引き継いで赤絵・染付などの生産が行われた。しかし乾隆以降はこれらは急速に下火になり、質的にも大きく劣ると評価される。
瀋陽にある清の旧王宮は北京と瀋陽の明・清王朝皇宮として世界遺産に登録されている。

## 国際関係

### 前期
明代の1543年にポルトガル人が日本の種子島に漂着して火縄銃と引き換えに日本銀を得るようになるが（南蛮貿易）、同時に銀需要の増大した明朝のために、日本銀を中国生糸と交換し、この利益を得るため1557年にマカオに拠点を設立しており、明皇帝が倭寇撃退のために公布した渡航禁止令の対象からも除外されていた。
清朝はすでに後金時代にモンゴルの諸部族を併合し、朝鮮に朝貢させており、清軍が華南に進むにつれて琉球、マカオのポルトガル人、ベトナム（安南）が朝貢してきた。また呉三桂が南明の永暦帝を追って雲南からビルマに入った。しかし三藩の乱や台湾鄭氏政権の抵抗のため、海上からの朝貢は鄭氏が投降するまで本格的に始まらなかった。
その後、広州などを開放して東南アジア諸国や英仏などとの交易を許した。特にタイのアユタヤ王朝は清朝の要請を受けて、タイ米を広東や福建に輸出した。清朝は明朝と違い、厳格な海禁政策は取らなかった。日本の江戸幕府は朝貢してこなかったので外交関係はなかったが、長崎貿易は許されていた。ただし、日本漂流民の国田兵右衛門ら15人が清国に流れ着いた時は、日本に帰国させている。これは明の遺民が日本に亡命しており、牽制の意味も持っていた。

欧州との関係についていえば、マカオ経由で入国したイエズス会員らカトリック宣教師が明末以来引き続き北京に滞在し、主に科学技術や芸術技能をもって朝廷に仕えていた。1793年にはイギリスのマカートニー使節団が渡来した。また、オランダ東インド会社も何回か使節団を派遣しているが、1794年から1795年にかけて乾隆帝在位60年を祝う使節団を派遣した。このときの正使は1779年には元出島オランダ商館長でのちに同社総督となったイサーク・ティチングであった。
北辺ではシベリアに進出したロシアがアムール川左岸に到達すると、ネルチンスク条約やキャフタ条約によって清露国境が定められ、ロシアは満洲から追放された。しかし後にロシアはアムール川開発を目指して満洲に進攻することとなる。

### 後期

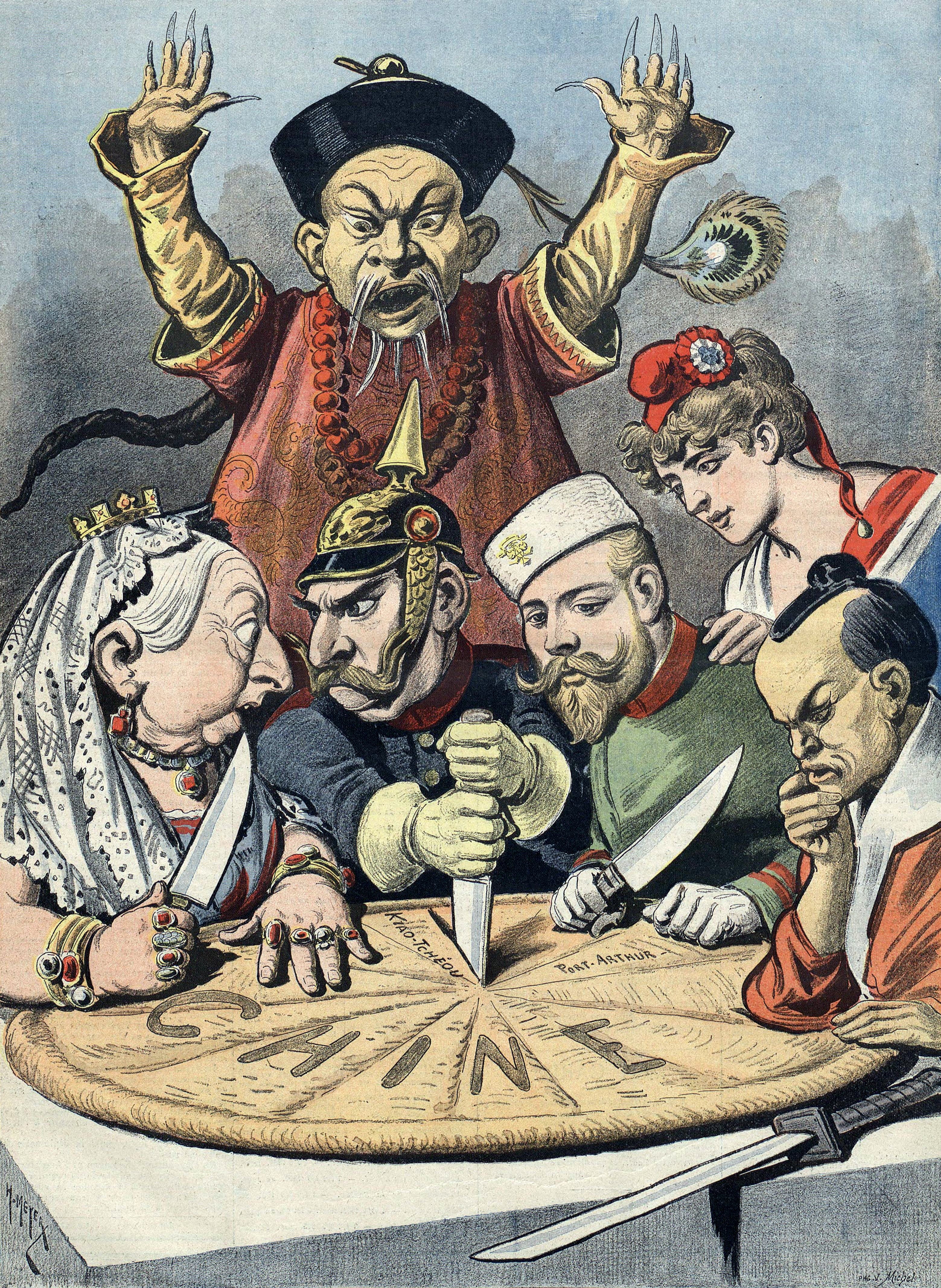
中国（CHINE）と書かれたパイが、列強により分割されている風刺画（アンリ・メイエ作、1898年）。人物は前列の左からそれぞれ、イギリス・ドイツ・ロシア・フランス・日本を表し、後列の手を挙げている人物は、清を示している。

19世紀に入るとそれまで世界最大の経済大国だった清と産業革命が進む欧米の力関係が逆転し、特にナポレオン戦争後の世界の覇権を握ったイギリスを中心として侵略が開始され、後発のドイツ、フランス、ロシア、日本もこれに加わった。その結果、アヘン戦争、アロー戦争によって不平等条約を結ばされ、外国商品の流入によって勃興しつつあった工場制手工業に大きな被害を受けた。
さらに清仏戦争、日清戦争、と相次ぐ戦争によって次々と冊封国を失い、冊封体制に基づく東アジアの伝統的な国際秩序は崩れた。また義和団の乱が起こり、列強による勢力分割や主要な港湾の租借が行なわれ、半植民地化が進んだ。
そのため朝鮮に対しては、1882年に壬午事変が起こると、漢城を占領したうえで、不平等条約である中朝商民水陸貿易章程を締結させ、租界を設けるなど清の一部にしようとしていた。下関条約後には中韓通商条約で対等条約が結ばれたものの、租界は手放さなかった。

## 新清史
新清史は1990年代半ばに始まる歴史学的傾向であり、清王朝の満洲人王朝としての性質を強調している。以前の歴史観では中国の歴史家を中心に漢人の力を強調し、清は中華王朝として満洲人と漢人が同化したこと、つまり「漢化」が大きな役割を果たしたとされていた。しかし1980年代から1990年代初頭にかけて、ハーバード大学のマーク・エリオットや岡田英弘、杉山正明などの日本やアメリカの学者たちは満洲語やモンゴル語、チベット語やロシア語等の漢字文献以外の文献と実地研究を重視し、満洲人は満洲語や伝統である騎射を保ち、それぞれの地域で異なった体制で統治していたため長期的支配が行えたとし、中華王朝よりも中央ユーラシア的な体制を強調している。満洲人の母語はアルタイ系言語である満洲語であったこと、広大な領域を有した領土の4分の3が非漢字圏であったことなど「清朝は秦・漢以来の中国王朝の伝統を引き継ぐ最後の中華王朝である」という一般に流布している視点は正確ではないとしており、中華王朝という意味の中国はあくまで清の一部であり清は中国ではないとしている。
中国国内では「新清史」の学術的成果は認められつつあるものの、「漢化」を否定する主張については反対が根強くある。2016年においても劉文鵬が「内陸亜洲視野下的“新清史”研究」で「『新清史』は内陸アジアという地理的、文化的概念を政治的概念に置き換えたことにより中国の多民族的国家の正統性を批判している」としていることからも、現在の中国においては新清史の学術的価値は認められつつも、その主張には依然として反対する流れに変化は無いようである。
2023年には台湾で新清史の作品を積極的に翻訳し公刊していた八旗文化出版の編集長・富察（フーチャー）氏が中華人民共和国の当局に拘束されている。
なお「新清史」は、2003年に中国国務院によって承認された新清史とは無関係である。

## 清朝を題材にした作品

### 小説
- 『臥虎蔵龍』 （1938年 - 1942年中華民国、著：王度廬）
- 『書剣恩仇録』 （1969年 - 1972年香港、著：金庸） ※映画・TVドラマ化されている。
- 『碧血剣』 （1956年香港、著：金庸） ※TVドラマ化されている。
- 『雪山飛狐』 （1959年香港、著：金庸） ※映画・TVドラマ化されている。
- 『飛狐外伝』 （1960年 - 1961年香港、著：金庸） ※映画・TVドラマ化されている。
- 『鴛鴦刀』 （1961年香港、著：金庸）
- 『鹿鼎記』 （1969年 - 1972年香港、著：金庸）※映画・TVドラマ化されている。
- 『坂の上の雲』 （1968年 - 1972年日本、文藝春秋社刊、著：司馬遼太郎）
- 『韃靼疾風録』 （1984年 - 1987年日本、中公文庫刊、著：司馬遼太郎）
- 『蒼穹の昴』 （1996年日本、講談社刊、著：浅田次郎） ※TVドラマ化されている。
- 『珍妃の井戸』（1997年日本、講談社刊、著：浅田次郎）
- 『中原の虹』 （2006年 - 2007年日本、講談社刊、著：浅田次郎）
- 『マンチュリアン・レポート』 （2010年日本、講談社刊、著：浅田次郎）

### 漫画
- 『一輝まんだら』 （1974年 - 1975年日本、講談社・大都社刊、作：手塚治虫） ※未完作品
- 『中華一番!』 （1995年 - 1999年日本、講談社刊、作：小川悦司） ※TVアニメ、実写ドラマ化もされている。
- 『花情曲』 （1991年 - 1998年日本、角川書店刊、作：皇なつき）

### 映像
- 『神弓-KAMIYUMI-』 （2011年韓国、監督：キム・ハンミン）　※劇中の満洲人が満洲語を使用している。
- 『天皇・皇后と日清戦争』 （1958年日本、監督：並木鏡太郎）
- 『北京の55日』 （1963年アメリカ、監督：ニコラス・レイ）
- 『少林寺三十六房』 （1978年香港、監督：ラウ・カーリョン）
- 『酔拳シリーズ』 （1978年、1994年香港、監督：ユエン・ウーピン、ラウ・カーリョン）
- 『西太后』 （1984年中華人民共和国、監督：李翰祥）
- 『清朝皇帝』 （1987年中華人民共和国、監督：許鞍華、原作：金庸）
- 『阿片戦争』（1997年中華人民共和国、監督：謝晋）
- 『ラストエンペラー』 （1987年イタリア・イギリス・中国合作、監督：ベルナルド・ベルトルッチ）
- 『ワンス・アポン・ア・タイム・イン・チャイナシリーズ』 （1991年-1997年中華人民共和国、監督：ツイ・ハーク、サモ・ハン・キンポー）
- 『雍正王朝』（1999年中華人民共和国、監督：胡攻、原作：二月河）
- 『康熙王朝』（2001年中華人民共和国、監督：陳家林、原作：二月河）
- 『乾隆王朝』（2003年中華人民共和国、監督：葉大鷹、原作：二月河）
- 『グリーン・デスティニー』 （2000年中国・香港・台湾・アメリカ合作、監督：アン・リー、原作：王度廬）
- 『走向共和』 （2003年中華人民共和国CCTV、監督：チャン・リー）
- 『SPIRIT』 （2006年香港、監督：ロニー・ユー）
- 『孫文の義士団』 （2009年香港・中国合作、監督：テディ・チャン）
- 『蒼穹の昴』 （2010年日本・中国合作、監督：汪俊（中国語版）（ワン・チュン））
- 『馬医』 （2012年韓国、監督：イ・ビョンフン）